# Wygoda (powiat ostródzki)
Wygoda – wieś w Polsce, położona w województwie warmińsko-mazurskim, w powiecie ostródzkim, w gminie Ostróda.
| SIMC    | Nazwa           | Rodzaj    |
| ------- | --------------- | --------- |
| 0485629 | Wólka Klonowska | część wsi |

W latach 1975–1998 wieś należała administracyjnie do województwa olsztyńskiego.